# Douze Hommes en colère (film)
Pour les articles homonymes, voir Douze Hommes en colère.
Pour plus de détails, voir Fiche technique et Distribution.
Douze Hommes en colère (12 Angry Men) est un film dramatique américain de Sidney Lumet, sorti en 1957. C'est l'adaptation de la pièce de théâtre du même nom écrite par Reginald Rose en 1954.
Ce film de procès présente une affaire criminelle au cours de laquelle un jury populaire de douze hommes doit délibérer sur le sort d'un individu de 18 ans, accusé de parricide. En fonction de leur verdict, celui-ci peut être condamné à mort ou acquitté sur la base d'un doute raisonnable. Lors de la délibération, les jurés, issus de milieux sociaux très différents, sont forcés de remettre en question leur moralité et leurs valeurs, la discussion agissant comme un révélateur de leurs motivations et préjugés.
Le film explore de nombreuses techniques de recherche de consensus et montre les difficultés rencontrées dans un processus de décision parmi un groupe d'hommes, dont l'éventail des personnalités ajoute à l'intensité et au conflit pour juger l'affaire. Il explore également le pouvoir que possède une personne seule à provoquer un changement d'avis chez d'autres individus. Au cours du film, les membres du jury sont identifiés par un numéro ; aucun nom n'est révélé, jusqu'à un échange de dialogue tout à la fin du film entre les jurés no 8 et no 9, respectivement M. Davis et M. McCardle.
Douze Hommes en colère se distingue également par son huis clos. Seules les toutes premières et dernières minutes du film sont tournées hors de la salle de délibération.
En 2007, le film est sélectionné par le National Film Registry pour préservation à la bibliothèque du Congrès, en raison de son intérêt « culturel, historique ou esthétique » important. Il est également sélectionné par l'American Film Institute dans son top 10 des films de procès, comme le deuxième meilleur film de cette catégorie (après Du silence et des ombres).

## Synopsis
Les douze membres du jury d'une cour criminelle viennent d'entendre la fin des plaidoiries au procès d'un jeune homme suspecté de parricide. Regroupés à l'écart de la salle d'audience, dans une pièce spécifique pour rendre leur verdict, ces hommes ont en mémoire les propos du procureur général qui vient de leur déclarer que la vie d'un homme est entre leurs mains et que, en fonction de la sentence qu'ils établiront, ils peuvent envoyer l'accusé sur la chaise électrique (s'il est déclaré coupable à l'unanimité), le déclarer innocent (à l'unanimité) ou se déclarer divisés s'ils ne parviennent pas à se départager entre eux.
Les jurés prennent place autour de la table puis votent à main levée. Onze d'entre eux votent d'emblée pour la culpabilité de l'accusé. Seul le juré no 8, un architecte, vote non coupable car il n'est pas certain. Étant donné la portée symbolique et le poids moral d'envoyer possiblement une personne vers la mort, ce juré cherche le débat auprès des autres jurés.
Précisant sa pensée, le juré no 8 estime que des failles existent dans l'enquête telle qu'elle leur a été présentée par l'accusation. Il en veut pour exemple le couteau qui a été utilisé par le meurtrier. Après avoir demandé à l'huissier de leur apporter la pièce à conviction, présentée par un autre juré comme « unique », le juré no 8 prouve que ce style de couteau à cran d'arrêt, avec un manche sculpté, peut être acheté dans le commerce sans grandes difficultés. Il a lui-même fait acquisition d'une arme similaire pour six dollars dans une boutique de prêt sur gage situé à proximité des lieux du crime. Il sort alors son couteau et le plante sur la table, à côté de celui utilisé pour le crime, sous les yeux ébahis des autres jurés.
Après une discussion de quelques minutes, le juré no 8 propose un nouveau vote, cette fois à bulletin secret et sans qu'il y prenne part. Il propose à ses collègues de se ranger à l'avis dominant si tous votent coupable. Dans le cas contraire, on discutera de l'affaire. Les onze autres jurés acceptent. Après le vote, les bulletins anonymes sont annoncés un par un par le président du jury qui, de manière inattendue, indique que sur l'avant-dernier est marqué « non coupable ».
Alors qu'un juré irascible, le no 3, s'en prend au juré no 5 qu'il soupçonne à tort d'être l'auteur de ce retournement de vote, le juré no 5 étant lui aussi originaire d'un quartier difficile, le juré no 9 révèle que le vote « non coupable » vient de lui. Il justifie ensuite son revirement : invoquant son grand âge, le juré no 9 déclare comprendre les doutes exprimés par le juré no 8 et apprécie la force morale dont il a fait preuve en faisant face, seul, aux autres jurés.
Le débat arrive ensuite sur la crédibilité du témoin auditif du meurtre, un voisin de la victime à l'étage d'en dessous qui a déclaré sous serment avoir entendu le garçon accusé crier : « Je vais te tuer » puis entendu le corps de la victime tomber au sol. À cause du fracas causé par le métro aérien, avec une rame qui passait sur la voie à ce moment précis (comme attesté par le second témoignage du procès), il est probable que ce témoin n'ait pas pu entendre nettement la phrase, surtout avec sa fenêtre ouverte. Le juré no 5, qui a vécu lui aussi aux abords du métro aérien, change alors d'avis et vote « non coupable ».
Le juré no 3, toujours aussi irascible, fait à nouveau preuve d'un manque de sang-froid quand il se plaint avec véhémence de ce pinaillage tendant à faire traîner en longueur le verdict des jurés. Il demande quel pourrait être le motif du témoin de raconter des histoires, ce à quoi le juré no 9 répond que ce témoin, un vieil homme misérable et ignoré de tous, voulait peut-être ainsi bénéficier d'un moment d'attention lors de sa déposition au cours du procès.
Par la suite, le juré no 11 émet des doutes sur une explication avancée par l'accusation. Comment expliquer « par la simple panique » le fait que le garçon ait laissé son couteau sur la scène de crime ? Cela est en effet contradictoire avec l'absence d'empreintes digitales sur le couteau, dont le manche a été essuyé. Cela voudrait donc dire que, bien que paniqué, le jeune homme ait tout de même songé à essuyer le manche de son arme avant de la laisser sur les lieux, puis de revenir la chercher et se faire cueillir par la police, alors avertie du crime. La thèse semble peu crédible. Un nouveau vote est alors décidé au cours duquel, après une hésitation, le juré no 11 vote à son tour « non coupable ».

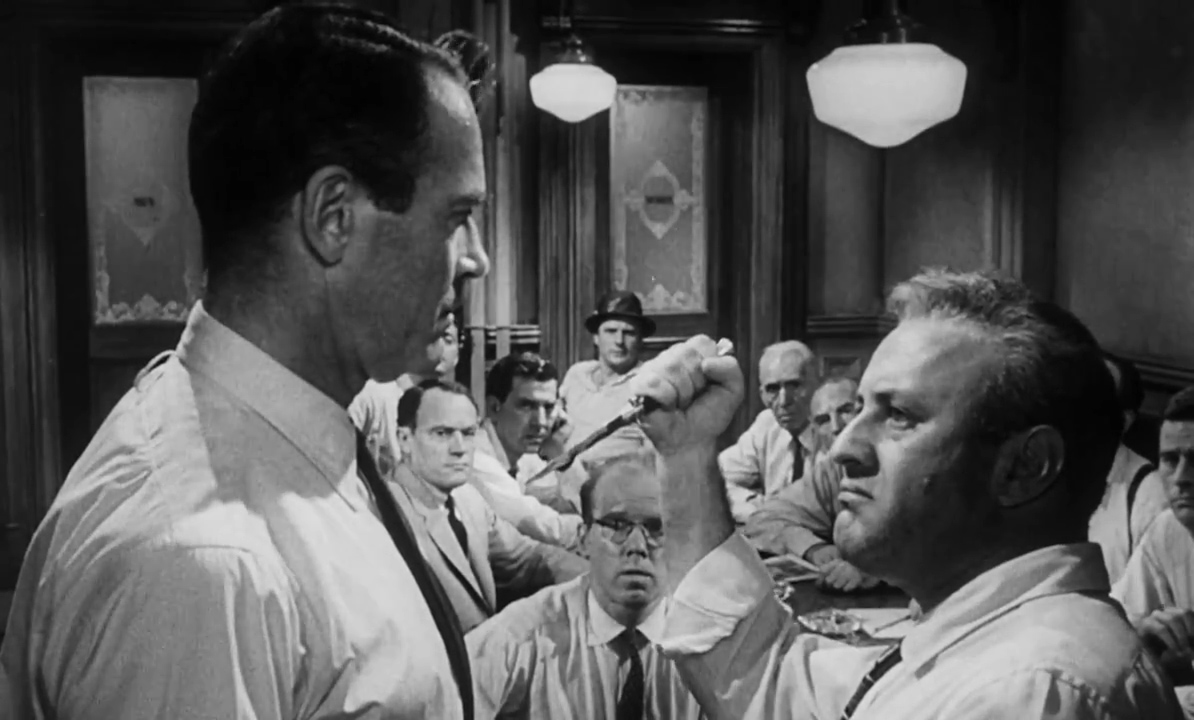
Reconstitution du meurtre par le juré no 8 (Henry Fonda) à gauche, et le juré no 3 (Lee J. Cobb) qui brandit une réplique du couteau de l'accusé.

Quand le juré no 7 déclare que même l'avocat du suspect était persuadé de sa culpabilité, le juré no 8 lui répond que cet avocat, commis d'office, n'avait aucun intérêt à s'engager sérieusement dans la défense de son client.
Le débat se prolonge ensuite sur le témoin auditif qui a également affirmé avoir vu le garçon s'enfuir après le crime. Le juré no 8 fait alors une reconstitution du trajet entre le lit du témoin — un vieil homme dont une jambe est raide — et sa porte, s'aidant pour cela du plan des lieux. Il s'avère que le trajet que ce témoin a dû parcourir a demandé beaucoup plus de temps que celui établi selon son témoignage : quarante secondes contre dix ou quinze d'après le témoin.
Le juré no 3 perd alors franchement son calme. Après que le juré no 8 le traite de sadique qui veut envoyer l'accusé sur la chaise électrique, le juré no 3 doit être retenu par deux de ses collègues qui s'interposent car il veut s'en prendre physiquement au juré no 8, en lui déclarant vertement « qu'il va le tuer » — ce qui démontre que cette phrase peut être prononcée sans vouloir passer à l'acte, ce que souligne le juré no 8 en lui demandant s'il compte vraiment le tuer. Les jurés no 2 et no 6 changent alors leur vote en faveur de la non-culpabilité de l'accusé.
Vient ensuite la façon dont l'arme du crime a été utilisée. Selon l'accusation, l'accusé savait apparemment bien se servir du couteau. Le juré no 5, qui déclare avoir assisté à des bagarres de rues, affirme alors à ses collègues qu'il sait comment les jeunes de ce quartier manipulent ce type d'arme. Il explique qu'un couteau à cran d'arrêt, venant d'être ouvert, crée des plaies horizontales car il est tenu entre le pouce et l'index. Or, la plaie de la victime est verticale. Et, pour effectuer une plaie semblable, l'accusé, plus petit que son père de 15 à 20 centimètres, aurait dû ouvrir le couteau avec le cran d'arrêt puis le replacer dans sa main, pouce en haut et paume en bas, afin de poignarder son père de haut en bas. Le juré no 5 démontre ainsi que l'arme du crime a été employée d'une façon bien maladroite pour quelqu'un censé être habitué à ce genre de couteau. Trois nouveaux jurés changent alors d'avis et votent « non coupable ».
Ne reste plus que trois jurés qui estiment l'accusé coupable : le no 4, le no 3 (qui maintient vigoureusement son accusation contre le jeune homme et veut son exécution rapide) et le no 10 (qui a pour conviction que l'accusé ne peut pas être respectable puisqu'il vient d'un quartier pauvre).
Le juré no 10 tente alors de convaincre les autres que la pauvreté de l’accusé prédispose à la criminalité, utilisant longuement et sans interruption des arguments socialement discriminatoires. Au fil de sa diatribe, les autres jurés, les uns après les autres, commencent à lui tourner le dos en regardant par la fenêtre ou s'éloignent de lui ostensiblement, manifestant ainsi leur désapprobation. Le juré no 4 finit par demander au juré no 10 de se taire jusqu'à la fin des délibérations et, peu après, celui-ci va s'asseoir à l'écart. Le juré no 8 reprend ensuite les délibérations, insistant sur la nécessité pour les jurés de laisser de côté leur préjugés alors qu'il doivent se forger une opinion sur cette affaire.
Par la suite, le juré no 4, afin d’étayer son point de vue, invoque le témoignage d'une femme qui a déclaré à la cour avoir vu le crime se commettre en face de chez elle par la fenêtre, à travers les rames du métro aérien et alors qu'elle était couchée dans son lit. La femme a indiqué avoir vu l'assassin frapper de haut en bas. Le juré no 3, en soutien de son collègue, appuie lui-aussi la force de ce témoignage et propose de se déclarer divisés au juge. Le juré no 4 propose alors de poursuivre les délibérations jusqu'à 19 heures puis, las, retire ses lunettes et masse son nez marqué par les empreintes de ses lunettes. Remarquant son geste, le juré no 9 se souvient alors que lors de l'audience la femme avait, elle-aussi, des traces semblables sur le nez et qu'elle doit donc porter elle-aussi des lunettes, même si elle n'en avait pas lors de l'audience probablement par coquetterie. La femme ayant déclaré qu'elle avait assisté au crime alors qu'elle était allongée dans son  lit, il est peu probable qu'elle ait vu le meurtre en ayant porté ses lunettes. Il est donc peu crédible qu'elle ait pu voir nettement l'auteur du meurtre par sa fenêtre, d'autant plus que c'était à travers les vitres des rames du métro aérien qui passait à ce moment. Changeant d'avis, les jurés no 4 et no 10 votent alors « non coupable ».
Le juré no 3, restant le seul convaincu de la culpabilité de l'accusé, tente de défendre sa position isolée. Mais, face au silence réprobateur de ses collègues, il déchire la photo de son fils qu'il avait dans son portefeuille puis éclate en sanglots et change d'avis, votant « non coupable », quand il réalise qu'il transférait sur l'accusé le conflit qu'il a avec son propre fils, avec lequel il est brouillé depuis plusieurs années.
Le verdict rendu est finalement la non-culpabilité de l'accusé à l'unanimité, pour cause de « doute raisonnable ».
Les jurés quittent ensuite le tribunal. Les jurés no 8 et no 9, alors qu'ils se disent au revoir sur les marches extérieures du bâtiment, échangent leurs noms respectifs : M. Davis pour le no 8 et M. McCardle pour no 9.

## Fiche technique
- Titre original : 12 Angry Men

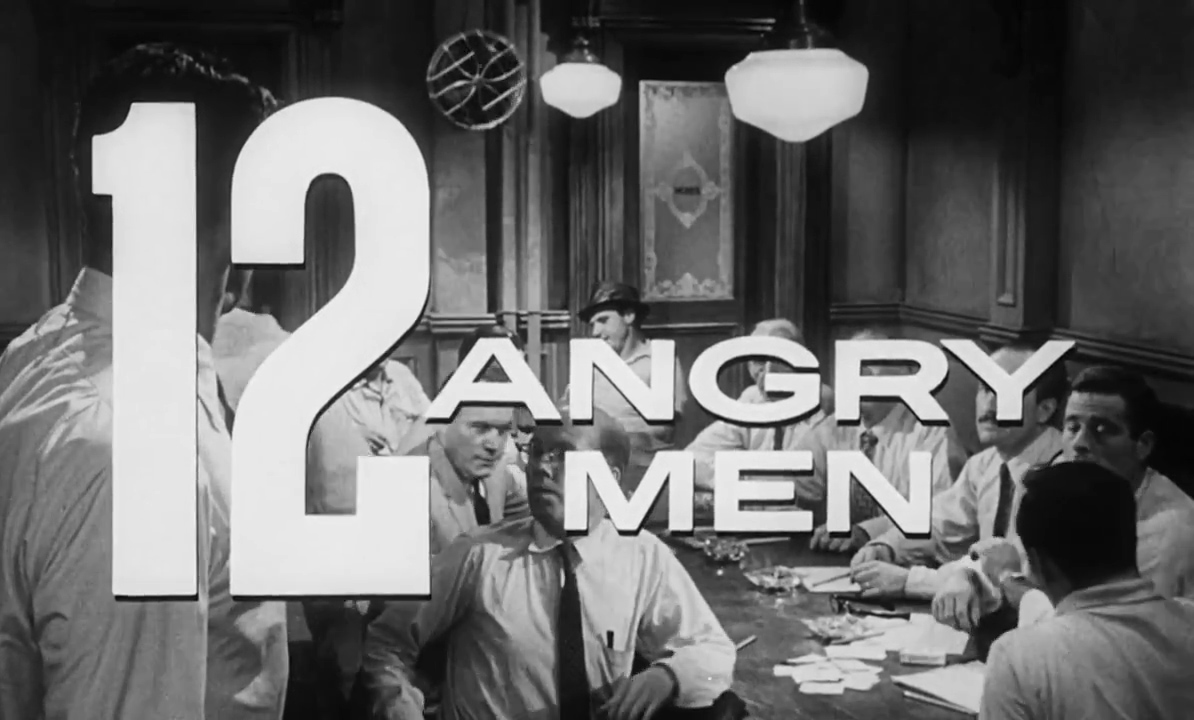
Image tirée de la bande annonce du film.

- Titre français : 12 Hommes en colère
- Réalisation : Sidney Lumet
- Scénario : Reginald Rose, d'après sa pièce de théâtre du même nom
- Musique : Kenyon Hopkins
- Direction artistique : Robert Markel
- Photographie : Boris Kaufman
- Son : James A. Gleason
- Montage : Carl Lerner
- Production : Henry Fonda et Reginald Rose
  - Production associée : George Justin
- Société de production : Orion-Nova Productions
- Sociétés de distribution : United Artists (États-Unis), Les Artistes Associés (France)
- Budget : 337 000 $[3]
- Pays de production :  États-Unis
- Langue originale : anglais
- Format : noir et blanc — 35 mm — 1,66:1 — son monophonique
- Genre : drame
- Durée : 96 minutes
- Dates de sortie : 
  - États-Unis : 10 avril 1957
  - France : 4 septembre 1957
- Classification : 
  - France : Mention CNC tous publics[4]

## Distribution

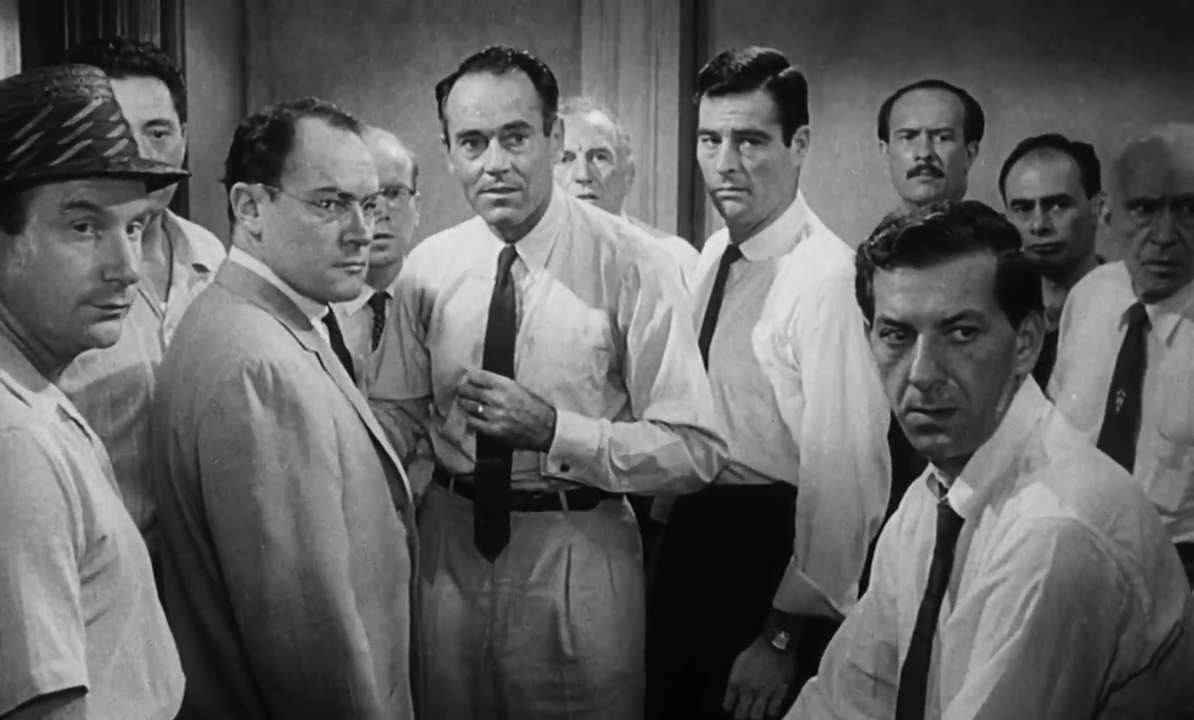
Le juré no 8 (Henry Fonda), au centre, entouré des autres jurés.

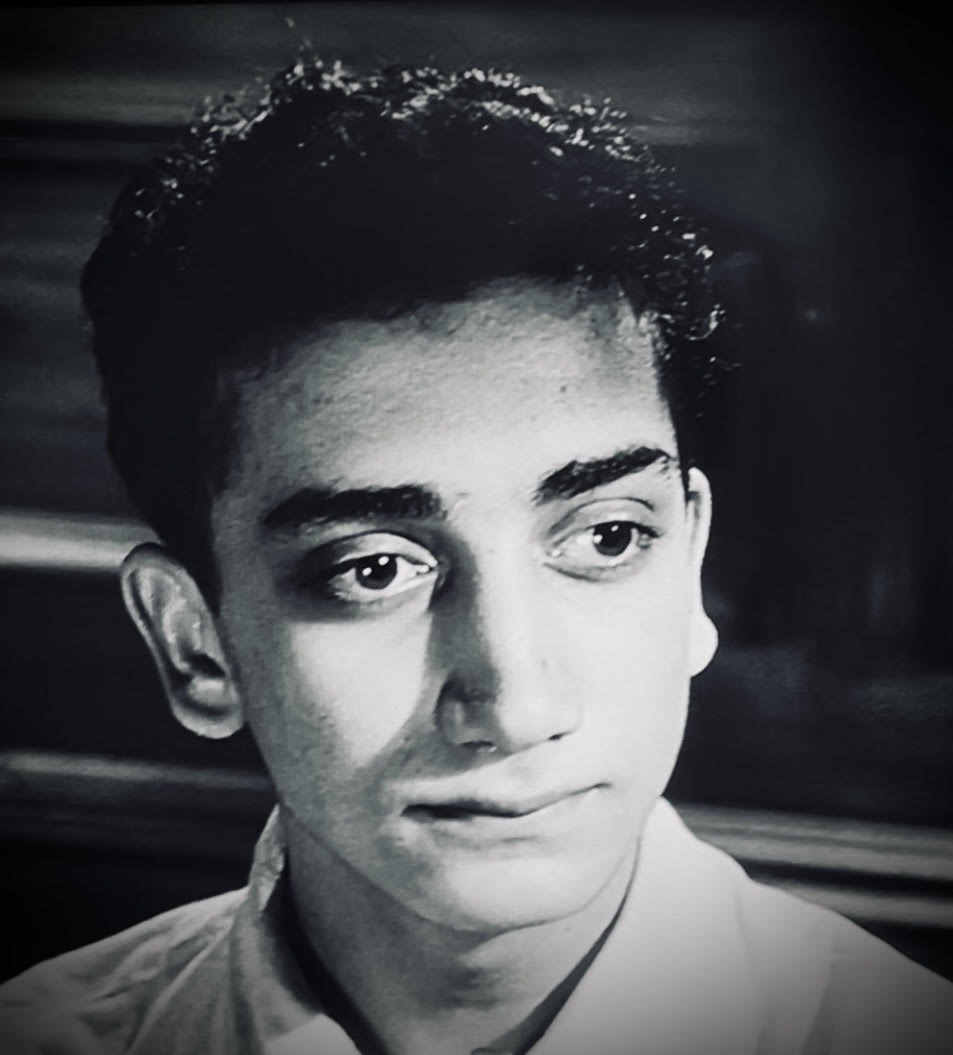
John Savoca, dans le rôle de l'accusé.

- Henry Fonda (VF : Claude Péran) : M. Davis, juré no 8, architecte
- Martin Balsam (VF : Pierre Leproux) : juré no 1, entraîneur de football américain, président du jury
- John Fiedler (VF : Henri Charrett) : juré no 2, banquier
- Lee J. Cobb (VF : Serge Nadaud) : juré no 3, patron d'une société de livraison
- E. G. Marshall (VF : Roger Rudel) : juré no 4, courtier
- Jack Klugman (VF : René Arrieu) : juré no 5, chômeur
- Ed Binns (VF : Jean Daurand) : juré no 6, peintre en bâtiment
- Jack Warden (VF : Jacques Dynam) : juré no 7, représentant de commerce
- Joseph Sweeney (VF : Léonce Corne) : M. McCardle, juré no 9, retraité
- Ed Begley (VF : Jacques Berlioz) : juré no 10, gérant de trois garages, enrhumé
- George Voskovec (VF : Jean-Jacques Delbo) : juré no 11, horloger
- Robert Webber (VF : Yves Massard) : juré no 12, publicitaire
- Rudy Bond (VF : Jean Davy) : le juge (non crédité)
- Billy Nelson (VF : Jean-Pierre Duclos) : un employé de la cour (non crédité)
- John Savoca[5] : l'accusé (non crédité)
- James Kelly[6] (VF : Maurice Pierrat) : le garde (non crédité)

## Production

### Scénario
Le scénario de Reginald Rose a au départ été écrit pour un téléfilm diffusé en 1954 puis adapté au théâtre l'année suivante. Cette pièce a été créée en France en 1958 au théâtre de la Gaîté-Montparnasse dans une mise en scène de Lars Schmidt.
Jusqu'au dernier instant du film, aucun des noms des protagonistes n'est prononcé : les douze hommes ne s'appellent jamais par leur patronyme. On découvre les noms des deux premiers jurés en faveur de la non culpabilité — M. Davis (Henry Fonda) et M. McCardle (Joseph Sweeney) — lorsqu'ils quittent le tribunal avant l'intertitre « fin ». De la même façon, ni l'accusé ni aucun témoin n'est jamais nommé, montrant bien que ces personnes de professions, d'intérêts, d'opinions, de niveaux sociaux ou de statuts différents sont réunies uniquement pour accomplir leur devoir de jurés et ne portent aucun intérêt aux autres.

### Choix des interprètes
Sur les douze acteurs jouant les rôles des jurés dans le téléfilm d'origine, deux figurent également dans le film : Joseph Sweeney et George Voskovec.
Le juré no 11, joué par George Voskovec, a une existence directement inspirée de la vie de l'acteur : George Voskovec, de son vrai nom Jiří Voskovec, originaire de Tchécoslovaquie, avait dû fuir son pays natal pour les États-Unis en 1938, interrompant son activité au Théâtre Libéré de Prague, fermé à l'arrivée des nazis la même année. De retour en Tchécoslovaquie après la guerre, Voskovec a tenté de relancer le même théâtre en 1946 mais le coup de Prague, mené par le Parti communiste en 1948, compromit définitivement toute activité et Voskovec dut émigrer à nouveau en Amérique.

### Tournage
Le film respecte la règle classique des trois unités : unité de temps, de lieu et d'action.
Au fur et à mesure du tournage, le réalisateur Sidney Lumet utilisa des objectifs de focales croissantes, de sorte que les décors semblent se rapprocher des protagonistes, accroissant le sentiment d'étouffement. En même temps l'éclairage baisse aussi (en prétextant l'arrivée d'un orage).

## Accueil

### Accueil critique
Lors de sa première sortie en salles, Douze Hommes en colère a été salué par la critique. Le journaliste A. H. Weiler du New York Times écrit : « Cela crée un drame tendu, absorbant et convaincant qui va bien au-delà des limites étroites de la salle de son jury », ajoutant que, concernant son observation des douze hommes : « leurs drames sont suffisamment puissants et provocateurs pour garder un spectateur fasciné ». Le magazine Variety l'a qualifié de « drame absorbant » avec une action qui était « peut-être la meilleure vue récemment dans un seul film ». Philip K. Scheuer du Los Angeles Times l'a qualifié de « tour de force dans la réalisation de films ». Le Monthly Film Bulletin l'a considéré comme « un drame convaincant et remarquablement bien géré » et John McCarten du New Yorker l'a qualifié d'un « ajout assez substantiel au paysage du celluloïde ».
Sur le site agrégateur de critiques Rotten Tomatoes, le film obtient un score de 100 % d'avis positifs, sur la base de 54 critiques collectées et une note moyenne de 9,10/10 ; le consensus du site indique : « Le premier long métrage de Sidney Lumet est un thriller de salle d'audience superbement écrit et extrêmement efficace, qui se présente à juste titre comme un classique moderne ». Sur Metacritic, il obtient une note moyenne pondérée de 97 sur 100, sur la base de 18 critiques collectées ; le consensus du site indique : « Acclamation générale » (« Universal Acclaim »).
En France, le film a une bonne appréciation sur le site spécialisé Allociné, qu'il a toujours dans les années 2020 quand il est classé à la deuxième place du classement des « 300 meilleurs films de tous les temps », selon les avis des téléspectateurs et sur la base de 66 910 avis collectés, derrière le film Forrest Gump mais devant La Liste de Schindler, La Ligne verte, Le Parrain, Les évadés, Le Seigneur des anneaux : le retour du roi, Le Roi lion, Vol au-dessus d'un nid de coucou et The Dark Knight : Le Chevalier noir.

### Box-office
Néanmoins, le film est considéré comme un échec au box-office américain,, ne réalisant qu'un million de dollars selon un article de Variety de mars 1958, mais a mieux marché au niveau international. L'avènement des productions couleur et en écran large peut avoir contribué à ses performances décevantes au box-office. Ce n'est que lors de sa première diffusion à la télévision que le film a finalement trouvé son public.

## Distinctions

### Récompenses
- Festival International du film de Berlin 1957 : Ours d'or.
- Festival international du film de Locarno 1957 : Mention spéciale.
- British Academy Film Awards 1958 : BAFTA du meilleur acteur étranger pour Henry Fonda.
- Prix Edgar-Allan-Poe du meilleur scénario pour Reginald Rose.

### Nominations
- Oscars 1958 :
  - Oscar du meilleur film pour Henry Fonda et Reginald Rose.
  - Oscar du meilleur réalisateur pour Sidney Lumet.
  - Oscar du meilleur scénario adapté pour Reginald Rose.
- British Academy Film Awards 1958 : BAFTA du meilleur film.

### Conservation
- 2007 : sélectionné par le National Film Registry pour conservation à la bibliothèque du Congrès des États-Unis[19].

## Adaptations

### Théâtre
- 1971 : Au théâtre ce soir : « Douze Hommes en colère », adaptation télévisée en pièce de théâtre, réalisée par Pierre Sabbagh.
- 1997 : Douze Hommes en colère, pièce de théâtre mise en scène par Stéphan Meldegg, théâtre Marigny, avec Michel Leeb, Pierre Santini.
- 2010 : Douze Hommes en colère, pièce de théâtre mise en scène par Stéphan Meldegg, théâtre de Paris, avec Michel Leeb, Pierre Santini, Alain Doutey, André Thorent et François Gamard[20].

### Cinéma
- 2007 : 12 razgnevannih muzhschin de Nikita Mikhalkov, distribué par Carlotta Films[21]

### Télévision
- 1997 : Douze Hommes en colère de William Friedkin, où le juge est cette fois une femme et quatre des jurés sont afro-américains.

## Réadaptations et références culturelles

### Cinéma
- Le film Autopsie d'un meurtre (1959) d'Otto Preminger, sorti deux ans plus tard, montre les jeux respectifs de la défense et de l'accusation pour impressionner les jurés. Vers la fin, la tirade de McCarthy : « douze personnes, enfermées ensemble... » est une allusion claire à Douze Hommes en colère.[réf. nécessaire]

### Télévision
- Dans la série Sept à la maison, l'épisode « Douze Jurés en colère » (saison 4, épisode 17) montre le personnage principal, Eric Camden, tenter de convaincre les autres jurés de la culpabilité de l'accusé, à l'inverse du film de Lumet.
- Dans la série Happy Days (1978), l'épisode « Coupable ou non coupable » (saison 5, épisode 27) est clairement une adaptation du film : juré dans une affaire de vol, Fonzie est le seul à croire l'accusé (un motard) non coupable ; il essaye alors de convaincre les autres jurés de son innocence.
- Dans la série Les Simpson (saison 5, épisode 20, « Le Garçon qui en savait trop »), Homer Simpson, désigné comme juré, est seul à voter non coupable, au grand dam des onze autres jurés convaincus de la culpabilité du neveu Quimby, voulant en terminer le plus vite possible. La phrase « Je vais te tuer » y est même reprise par l'accusé pendant le procès.
- Dans la série Les Griffin (saison 11, épisode 16, « 12 and a Half Angry Men »), un épisode fait directement référence au film, aussi bien dans son titre que son scénario, sensiblement similaires. Ici, c'est le maire de Quahog qui est accusé de meurtre et c'est Brian qui a des doutes quant à sa culpabilité, tentant alors de convaincre les autres jurés.
- Dans la série Robot Chicken (saison 1, épisode 12, "Minuit l'heure du crime"), le film est parodié dans un sketch met en scène des figurines Little People devant juger de la culpabilité d'un suspect après un crime odieux. Mais les choses tournent mal.
- Dans la série Malcolm, l'épisode « Messieurs les jurés » (saison 3, épisode 20) fait référence au film quand Loïs, la mère de Malcolm, est la seule du jury à douter de la culpabilité de l'accusé. Pour en terminer avec le procès, les autres jurés finissent tous par voter non coupable, sauf Loïs qui change son vote.
- Dans un épisode de la série Experts : Las Vegas (saison 4, épisode 11, « Onze hommes en colère »), celui-ci reprend le dispositif de huis clos entre jurés. L'enquête porte ici sur la mort d'un juré.
- Dans la série MacGyver, un des épisodes montre MacGyver (Richard Dean Anderson) devant jouer le rôle d'un des jurés, mais qui passe outre pour trouver lui-même l'assassin, qui s'avère être une personne âgée avec un oiseau.
- Dans la série How I Met Your Mother, un des épisodes (saison 8, épisode 8, Douze femmes en chaleur / Twelve horny women) montre Marshall Eriksen (Jason Segel) en avocat devant convaincre un jury de douze femmes qui n’a d’yeux que pour son adversaire.
- Le scénario du film a aussi été adapté dans d'autres séries, telles que Arabesque (saison 2, épisode 13, « Machiavélisme »), Clair de lune (saison 5, épisode 11, « Le Juré dissident »), Preuve à l'appui (saison 3, épisode 2, « Sans preuve à l'appui »), Demain à la une (saison 1, épisode 17, « Juré malgré lui »), Dead Zone (saison 1, épisode 5, « Coupable »), Veronica Mars (saison 2, épisode 10, « Une affaire simple »), Monk (saison 4, épisode 16, « Monk est juré »), Castle (saison 3, épisode 19, « Un homme en colère »), Blue Bloods (saison 4, épisode 8), Parks and Recreation (saison 2, épisode 3, « Concours de beauté »), Une nounou d'enfer (saison 4, épisode 17, « Nounou par intérim »), Ma famille d'abord (saison 3, épisode 18, « Levez la main droite et... Fuyez ! »), Hancock's Half Hour, Un drôle de shérif, Larry et Balki, The Odd Couple, Les Rois du Texas, Matlock, voire le dessin animé Hé Arnold !, la série Charmed (saison 4, épisode 11) ou Vegas.
- Dans la série Monk, l'épisode 16 de la saison 4 , Monk est juré (en), écrit par Peter Wolk, adapte librement le film, tout en y ajoutant une seconde intrigue en parallèle. Dans cet épisode, Monk doit délibérer sur une affaire et convaincre les 11 autres jurés de l'innocence de l'accusé. Parallèlement à l'intrigue de l'épisode, Monk devra aussi enquêter sur un meurtre avant de s'apercevoir que l'assassin se cache parmi les 11 jurés. Cet épisode a reçu la note de 8,7/10 d'après les critiques du site IMDB et fait ainsi partie des meilleurs épisodes de la série.

#### Bande dessinée et manga
- Dans le manga L'Ara aux sept couleurs, épisode 21 (qui porte le nom de l'œuvre d'origine, Douze Hommes en colère), l'intrigue est inversée et l'Ara cherche à prouver la culpabilité de l'accusé.